# Chorthippus wuyishanensis
Chorthippus wuyishanensis är en insektsart som beskrevs av Zheng, Z. och E.-b. Ma 1999. Chorthippus wuyishanensis ingår i släktet Chorthippus och familjen gräshoppor. Inga underarter finns listade i Catalogue of Life.